# OMV Petrom

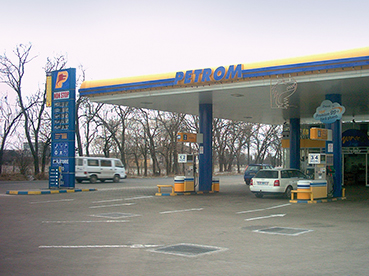
Stazione di servizio di Petrom

OMV Petrom S.A. è una compagnia petrolifera integrata rumena, la più grande società in Romania e il più grande produttore di petrolio e gas nell'Europa sud-orientale. È una sussidiaria di OMV.
OMV Petrom Group è il più grande produttore di petrolio e gas dell'Europa sud-orientale con attività nei settori Exploration and Production, Refining and Marketing, Gas naturale ed Energia. Il Gruppo opera in Romania e Kazakistan con comprovate riserve di petrolio e gas. OMV Petrom Group è presente attraverso una rete di circa 800 stazioni, gestite con due marchi, Petrom e OMV nella Repubblica di Moldavia, Bulgaria e Serbia.
La società è quotata nell'indice azionario BET-10 sulla Borsa di Bucarest.

## Economia
Petrom ha un fatturato di 3 miliardi di euro per l'anno 2009.
Nel maggio 1997, il capitale della compagnia è di 4 miliardi di euro.

## Controversie
Nel 2017, OMV Petrom, guidata da Mariana Gheorghe, è stata coinvolta in uno scandalo di evasione fiscale. I Procuratori della Direzione per le indagini sul crimine organizzato e il terrorismo (DIICOT) hanno preparato un dossier sulle possibili questioni relative all'evasione fiscale e alla privatizzazione, a seguito delle quali OMV ha acquistato Petrom.